# Hiroki Miyazawa
Hiroki Miyazawa (jap. 宮澤 裕樹 Miyazawa Hiroki; ur. 28 czerwca 1989 w Date) – japoński piłkarz występujący na pozycji pomocnika, zawodnik Hokkaido Consadole Sapporo.

## Życiorys

### Kariera klubowa
Od 1 stycznia 2008 jest zawodnikiem w japońskim klubie Hokkaido Consadole Sapporo, umowa do 31 stycznia 2020.

### Kariera reprezentacyjna
W 2008 był reprezentantem Japonii w kategorii wiekowej U-20.

## Sukcesy

### Klubowe
Hokkaido Consadole Sapporo
- Zwycięzca J2 League: 2016
- Zdobywca drugiego miejsca Pucharu Ligi Japońskiej: 2019